# Тундрово-глеевые почвы
Ту́ндрово-гле́евые по́чвы — наиболее распространённый подтип тундровых почв, формирующийся на многолетнемёрзлых суглинистых и глинистых отложениях под кустарничково-моховой (сомкнутой) растительностью в условиях короткого и холодного вегетационного периода. Криогенные (мерзлотные) процессы оказывают сильное влияние на генезис тундрово-глеевых почв, из-за чего нарушается генетические горизонты, и почвенный профиль становится слабо дифференцированным.
Особенностью тундрово-глеевых почв России является их географическое месторасположение в условиях вечной мерзлоты, от чего зависят их переувлажнение и химический состав. В соотношении со всеми видами почв, тундрово-глеевые занимают лишь 4 % от общей площади почв Земли.

## Формирование
Основные черты тундрово-глеевого почвообразования: небольшая скорость разрушения и изменения почвообразующих пород; замедленное удаление продуктов выветривания и почвообразования из почвенной толщи; слабая дифференциация профиля по распределению ила и минеральных компонентов; оглеенность профиля; относительная замедленность разложения и синтеза органических веществ и, как следствие этого, образование грубогумусных горизонтов с значительным количеством легкорастворимых гумусовых соединений фульватной природы; значительная роль криогенных процессов в формировании морфологии и химических свойств почв.

## Морфологическое строение профиля
В зависимости от биоклиматических условий тундровой зоны, тундрово-глеевые почвы могут иметь значительные различия в строении профиля. В основном данный вид почв приурочен к породам тяжёлого механического состава (суглинистые и глинистые). Многолетняя мерзлота достигает глубины от 50 до 150 см. Ближе к северу растительный покров представлен мхами, лишайниками, осоково-злаковыми ассоциациями различной степени разреженности, а южнее появляются кустарники и древесные породы растений.
В общих чертах морфологический профиль данного подтипа тундровых почв представлен следующим образом:
А0 — подстилка из полуразложившихся остатков растений, несколько оторфованная, мощностью 3-5 см, с лишайниками и мхами;
А1 — грубогумусовый или перегнойный горизонт мощностью 0-12 см, темновато-бурый или темно-серый, суглинистый, влажный, густо переплетен корнями, иногда выклинивается; граница неровная, переход ясный;
Bg — иллювиальный горизонт мощностью 8-12 см, неравномерно окрашенный, на буром фоне ржавые и бледные сизые пятна (сизовато-ржавый), суглинистый, содержит много корней;
Bg (G) — иллювиальный (или глеевый) горизонт мощностью 20-25 см, бурый с неясными сизыми и ржавыми пятнами (иногда сизый с ржавыми пятнами), суглинистый, влажный, корней меньше, иногда тиксотропный;
Bg" — иллювиальный горизонт мощностью 12-15 см, неравномерно окрашенный, с темно-сизыми и ржавыми пятнами на буром фоне, суглинистый, влажный, корней мало, внизу — мерзлый, часто тиксотропный;
GM — глеевый, темно-сизый, суглинистый, содержит много льдистых прожилок.
Глеевые или оглеенные горизонты могут меняться местами и даже выпадать. Сильно оглеенные горизонты (G и GM) сизо-серые, голубовато-сизые и зеленовато-серые. При общем буроватом фоне минеральных горизонтов с сизыми и ржавыми пятнами выделяется горизонт Bg (G). Для органогенных горизонтов характерна сильная опесчаненность и наличие илистой структуры. В связи с длительным замерзанием, микроструктура почв становится чешуйчатой.
Минеральные горизонты имеют разную степень выраженности оглеения: для тундровых почв европейской части РФ характерно поверхностное оглеение с заметным снижением степени оглеения в нижних горизонтах, для почв Восточной Сибири — надмерзлотное. Почвы южных тундр и лесотундры обладают наиболее кислой реакцией. На морских и суглинистых отложениях почвы слабо-кислые, почти нейтральные. Также на pH почв влияет непосредственная близость морских побережий из-за морских солей.

## Распространение

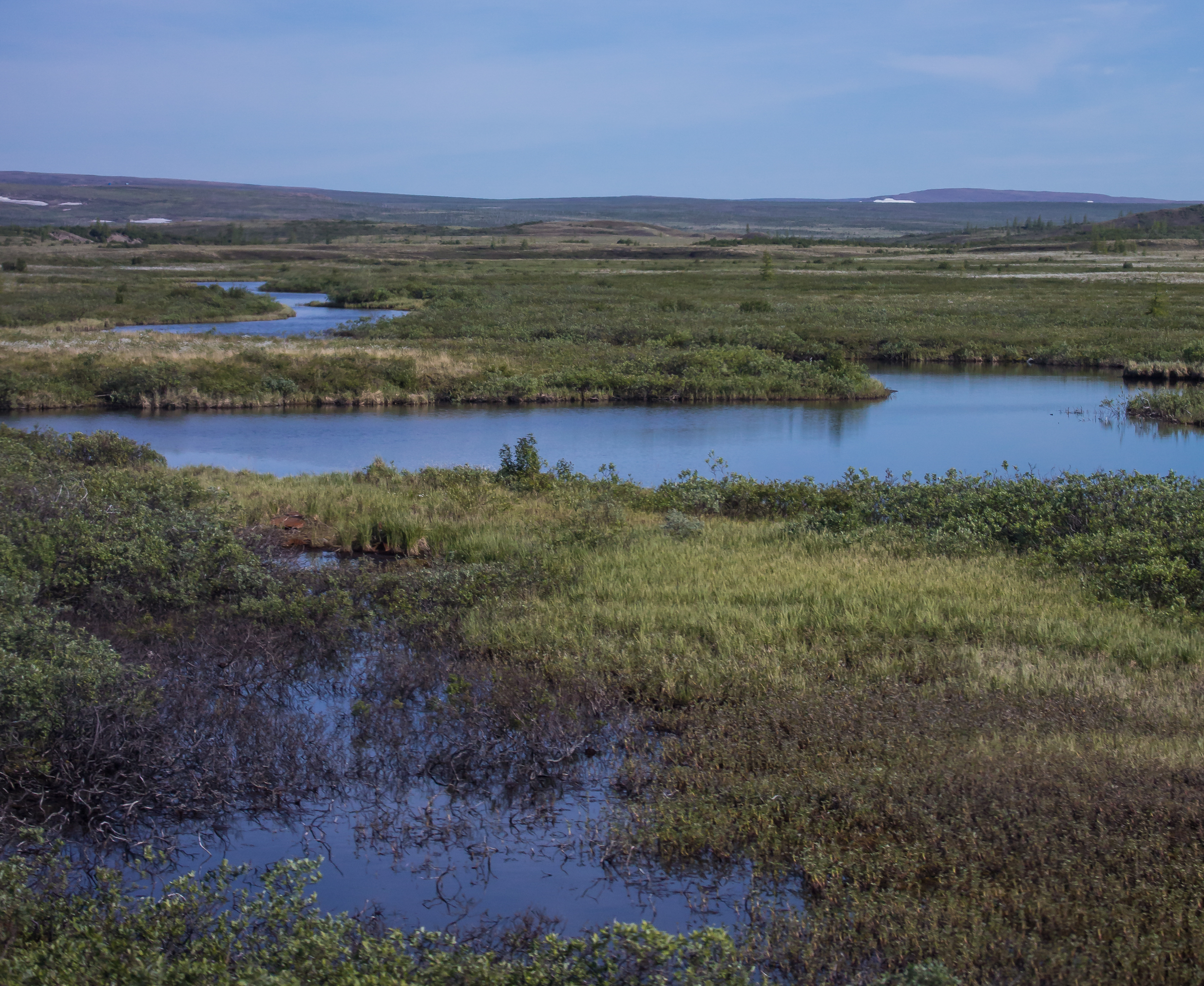
Сибирская тундра на полуострове Таймыр, Россия

Тундровые глеевые почвы типичны для тундровой ландшафтно-географической зоны. Они тянутся полосой различной ширины по всей северной окраине Евразии и Северной Америки. В южном полушарии из-за отсутствия суши в соответствующих широтах тундрово-глеевые почвы не распространены. В Евразии эти почвы составляют 2,7 % от площади континента. В Северной Америке их доля в почвенном покрове даже выше — до 4,6 %. Общая площадь их на земном шаре около 2600 тыс. км².
В России данный вид почв распространён от Кольского полуострова до Берингова пролива, тянется широкой полосой вдоль побережья Северного Ледовитого океана и ограничен на юге таёжно-лесной зоной бореального пояса. В связи с различием климатических, геоморфологических и почвенных характеристик выделяются четыре провинции: Кольская, Восточно-Европейская, Северо-Сибирская и Чукотско-Анадырская. Климат довольно суровый и характеризуется низкими отрицательными температурами воздуха в зимний период (особенно в Северо-Сибирской провинции).
В тундре выделяются три подзоны: подзона южных кустарниковых (мохово-кустарниковых) тундр, подзона типичных моховых (пушицево-моховых) тундр и подзона арктических тундр. В отличие от южных и типичных тундр для арктических тундр характерна несомкнутость растительного покрова; доминирующий тип распределения растительности, как и в арктической зоне, полигонально-сетчатый.

## Хозяйственное использование
Вечная мерзлота и суровый климат не позволяют рационально использовать тундровые земли. В районах распространения тундрово-глеевых почв традиционными формами хозяйства являются оленеводство, рыболовство, охотничий промысел. В последние десятилетия появились также очаги звероводства. Биологические ресурсы тундры и лесотундры достаточно велики: здесь добывается много пушнины и рыбы, выпасается около 3 млн домашних оленей и обитает несколько сот тысяч диких северных оленей. Поэтому основная часть территории используется как пастбища для оленя.
Тундровые глеевые почвы, особенно приуроченные к южным склонам и относительно легким почвообразующим породам, могут стать резервом сельскохозяйственных угодий, необходимых для получения кормов. Урожайность сена на таких лугах может достигать 3—10 ц/га. Систематическая подкормка лугов минеральными и органическими удобрениями обеспечивает получение не менее 20—25 ц/га сена.
В тех районах Севера, где ощущается недостаток естественных луговых угодий, большую роль может сыграть возделывание многолетних трав. Травы на Крайнем Севере способны при благоприятных условиях агротехники давать урожаи сена от 20 до 60 ц/га. Кроме трав наиболее распространенной в настоящее время кормовой культурой является овес (70—150 ц зелёной массы/га). Перспективными культурами могут быть также ячмень, озимая рожь, некоторые кормовые корнеплоды и клубнеплоды.